# قصة ذي القرنين
قصة ذي القرنين هي قصة أندلسية عربية عن الإسكندر الأكبر محفوظة في مخطوطتين من القرن الرابع عشر في مدريد، ومن المرجح أنها ترجمة عربية من القرن التاسع لرواية الإسكندر السريانية [الإنجليزية] التي أنتجت في الأندلس. وفي هذا الصدد، فهي تشبه حديث ذي القرنين وهي مثال على النوع الأدبي لقصص الأنبياء. يجب تمييزها عن نص آخر يُعرف أيضًا باسم قصة ذي القرنين موجودة في كتاب الأنبياء للثعلبي (ت. 1036) وكذلك تختلف عن قصة الإسكندر وما فيها من الأمر العجيب، وهو نص يعود تاريخه إلى أواخر القرن الثامن أو أوائل القرن التاسع ويمثل أقدم ترجمة لقصة الإسكندر إلى اللغة العربية. تصور القصة رحلات الإسكندر الذي تحدده بالشخصية المسماة ذو القرنين في سورة الكهف من القرآن الكريم (تاريخيًّا سُمي الإسكندر باللغة العربية بذي القرنين أو الإسكندر ذو القرنين ). تصور القصة الإسكندر (ذو القرنين) رجلًا مؤمنًا مخلصًا ومسلمًا وأول من ينشر التوحيد من خلال فتوحاته. وهي تجمع بين عناصر أساطير الإسكندر قبل الإسلام بالإضافة إلى التقاليد الجديدة التي تطورت في التقليد العربي الإسلامي الشفوي. باستخدام طريقة الاستشهاد الإسلامية للإسناد، يقدم النص كل حلقة سردية بسلسلة من الرواة الذين يعودون إلى أحد صحابة محمد. الرواة الرئيسون هم كعب الأحبار، وابن عباس، ومقاتل بن سليمان، وعبد الملك الماشوني، وعبد الملك بن زيد. تم إنتاج الترجمة الإنجليزية لقصة ذو القرنين لأول مرة بواسطة ديفيد زويا في عام 2001.

## اللغة
تم تأليف قصة ذو القرنين بلهجة عربية فصيحة سيئة، تميل إلى اللهجات العربية الأندلسية، مع تدخل منتظم من اللغة العربية الوسطى على يد الكاتب الأندلسي العربي.

## السرد

### التنشئة
في القصة، يسافر ذو القرنين على نطاق واسع عبر العالم ويصل إلى آسيا وأفريقيا والهند والمزيد. عندما نشأ، تلقى تعليمه على يد أرسطو. اكتسب سمعة طيبة بالحكمة وسرعان ما تلقى زيارة من ملاك يُدعى إسرافيل، وهو أدنى في التسلسل الهرمي للملائكة الإسلاميين مقارنة بجبرائيل، الملاك الذي يعتقد المسلمون أنه زار محمدًا. تم اصطحابه في رحلة رؤيوية إلى السماء، حيث ظل تحت جناح الملاك إسرافيل إلى حد كبير فقط ليخرج رأسه لينظر من وقت لآخر، وخلال ذلك أخطأ في التعرف على العالم وعلى مدينته.

### الرحلة
بعد ذلك، بدأ رحلاته حول العالم، حيث غطى الجزر وقطع مسافات في أيام، بينما استغرق آخرون عامًا. أول جزيرة يصل إليها ذو القرنين بها قلعة مصنوعة من الرخام الأحمر والأبيض والأخضر، وتتكون من قسم سفلي دوار لا يمكن دخوله وقسم علوي يبدأ أيضًا في الدوران عند الاقتراب منه. قام ذو القرنين ببناء نسخة طبق الأصل من هذه القلعة تمكنه من دخول القلعة، حيث وجد صندوقًا مغلقًا يحتوي على لوح صنعه عرق ما قبل آدم يُعرف باسم اليانوني والذي يتنبأ بقدوم محمد بعد قرون. في مصر، بنى مدينة الإسكندرية. بعد وصف هذا، تنص القصة على أن اسمه اليوناني هو الإسكندر وأن اسمه العربي هو أحمد بن أساس. في أفريقيا، واجه ذو القرنين شعوبًا اسمها سينوسيفالي ترتدي جلودًا وليست مسلمة. وعندما يلتقي بالأحباش، يخبرونه أنهم من نسل كوش حفيد نوح، الذين هاجروا إلى هناك. فيوافقون على أن يصبحوا مؤمنين ويشهدوا بوحدانية الله وفقًا لإنذار ذي القرنين بالحرب بخلاف ذلك (والذي يعرضه على جميع الشعوب التي يقابلها)، ويوصف ذو القرنين أيضًا بأنه استبدل ممارستهم في أكل الموتى بدفنهم. في ديار الظلام، يلتقي ذو القرنين بالخضر. قبل وفاته، أصبح ذو القرنين أول من أدى فريضة الحج وطاف بالكعبة في مكة. خلال رحلاته، جاء لغزو بلاد فارس والهند والصين وأوروبا.

### موته
وبعد أن طاف حول الكعبة مات ذو القرنين في مكة. كما وردت ثلاث روايات أخرى عن وفاة ذي القرنين في كتاب قصة ذي القرنين، الذي اشتهر برفضه تسوية الخلافات في الروايات التي يعرفها، بل إنه يقدم بدلاً من ذلك عدة روايات. وفي رواية ثانية لوفاة ذو القرنين، دُفن جسد ذو القرنين في معبد أبولو [الإنجليزية]. وفي الرواية الثالثة، مات ذو القرنين في القدس، التي يشار إليها في القصة باسم بيت المقدس. وفي الرواية الرابعة، مات ذو القرنين في دومة الجندل، الواقعة في محافظة الجوف في المملكة العربية السعودية بالقرب من الحدود مع الأردن. بعد وفاة ذي القرنين، يزعم مؤلف كتاب القصص أنه على الرغم من ظهوره في القرآن، وأدائه الأول للحج، وغزوه للعالم، لا ينبغي اعتبار ذو القرنين نبيًا، وبالتالي فهو ينحرف عن الأعمال الأخرى من نوع القصص حيث يُنظر إلى ذو القرنين على أنه نبي ثانوي في سلسلة طويلة من الحكماء ما قبل الإسلام. سبق وفاة ذو القرنين أيضًا إخباره لأمه وفاته وإعداده إياها لتقبل رحيله (متوسعًا في رواية نشأت في قصة الإسكندر في القرن الثالث) حيث يحتوي هذا النص على تأمل نادر في ثقافة المرأة المسلمة.

## قراءة إضافية
- ز. ديفيد زويا، الأساطير الإسلامية المتعلقة بالإسكندر الأكبر، مطبعة جامعة ولاية نيويورك، 2001.